# Хојники
Хојники (блр. Хойнікі; рус. Хо́йники) је град у југоисточној Белорусији, и административни је центар Хојничког рејона Гомељске области. Град се налази 58 км југоисточно од Мозира и 105 км југозападно од административног центра области града Гомеља.
Према проценама за 2010. у граду је живело 13.800 становника.

## Историја
Насеље Хојники први пут се спомиње 1504. као малено село Литванске кнежевине. Од 1793. у саставу је Руске Империје.
Насеље је 1897. имало нешто мање од 3.000 становника и у њему су постојале две воденице, фабрика и школа. Године 1919. улази у састав Руске СФСР, а делом Белоруске ССР постаје 1927. године.
Административно је уређен као насеље градског типа од 27. септембра 1938, и тада је имао око 3,5 хиљаде становника и велику пилану. У периоду између 25. августа 1941. и 23. новембра 1943. град је био под окупацијом нацистичке Немачке.
Службени статус града има од 10. октобра 1967. године.

## Становништво
Према процени, у граду је 2012. живело 13.578 становника.
| 1979.  | 1989.  | 1999.  | 2009.  | 2012.  |
| ------ | ------ | ------ | ------ | ------ |
| 15.121 | 17.113 | 17.113 | 13.844 | 13.578 |